# Commission de consolidation de la paix
La Commission de consolidation de la paix (CCP) est une commission créée par les résolutions 60/180 et 1645 (2005) du 20 décembre 2005 de l’Assemblée générale et le Conseil de sécurité des Nations unies pour intervenir en faveur des sociétés post-conflit. Elle est actuellement présidée par Antonio de Aguiar Patriota.

## Mandat
Les résolutions 60/180 et 1645 (2005) donnent le mandat suivant à la Commission : 
- « réunir tous les intéressés afin qu’ils mobilisent des ressources, proposer des stratégies intégrées aux fins de la consolidation de la paix et du relèvement après les conflits et donner des avis en la matière » ;
- et « faire des recommandations et donner des renseignements afin d’améliorer la coordination entre tous les intéressés au sein du système des Nations unies et en dehors, définir les pratiques optimales, aider à obtenir un financement prévisible pour les premières activités de relèvement et prolonger la période de mobilisation de la communauté internationale en faveur de l’entreprise de relèvement au lendemain d’un conflit ».

## Structure
Il existe trois types de réunions différentes : le comité d'organisation, les formations par pays, et le groupe de travail sur les leçons apprises.

### Comité d'organisation
Le comité d'organisation compte 31 États membres. Son rôle est d'établir le programme et les activités à moyen terme de la commission. Les membres du Comité siège pour deux ans renouvelables.
Actuellement, les membres sont :
- 7 élus par l’Assemblée générale[2] : Afrique du Sud, Brésil, Bosnie-Herzégovine, Guatemala, Kenya, Malaisie et Pérou,
- 7 issus du Conseil de sécurité (dont les membres permanents)[2] : Algérie, Chine, États-Unis d'Amérique, France, Russie, Royaume-Uni et Guyana,
- 7 membres élus par le Conseil économique et social[2] : Croatie, Danemark, Éthiopie, Indonésie, Népal, République dominicaine et Tunisie,
- 5 pays « figurant parmi ceux dont les contributions statutaires aux budgets de l’Organisation des Nations unies et les contributions volontaires aux budgets des fonds, programmes et organismes des Nations unies, dont un fonds permanent pour la consolidation de la paix, sont les plus importantes »[2] : Allemagne, Canada, Espagne, Japon et Suède,
- et 5 pays « figurant parmi ceux qui mettent le plus de militaires et de membres de la police civile à la disposition des missions des Nations unies »[2] : Bangladesh, Égypte, Inde, Nigeria, Pakistan.

Par ailleurs, la Banque mondiale, le Fonds monétaire international, l’organisation de la coopération islamique et l'Union européenne participent à toutes les réunions.

### Formations par pays
En juillet 2014, ces formations pays sont au nombre de six : Burundi, Guinée, Guinée-Bissau, Liberia, République centrafricaine et Sierra Leone. Chaque formation pays regroupe les membres du Comité d'organisation et : 
- « des représentants du pays concerné » ;
- et « des représentants des pays de la région qui participent aux activités d’après conflit et des autres pays qui prennent part aux opérations de secours ou au dialogue politique, ainsi que des organisations régionales et sous-régionales concernées ».

#### Formation Burundi
Les États membres additionnels de la formation Burundi de la CCP sont : l'Australie, la Belgique, le Burundi, les Comores, la République démocratique du Congo, le Mexique, le Maroc, l'Ouganda, les Pays-Bas, le Rwanda, la Suisse, la Tanzanie et la Turquie.
En outre, la formation Burundi comprend les organisations suivantes : la Banque africaine de développement, l’Union africaine, la Communauté d'Afrique de l'Est, la Commission économique pour l'Afrique, la Communauté économique des États d'Afrique centrale, le représentant exécutif du Secrétaire général de l’ONU, l'Organisation des Nations unies pour l'alimentation et l'agriculture la Conférence internationale de la région des Grands Lacs, l’Union interparlementaire, l'Organisation internationale de la francophonie et le représentant spécial du Secrétaire général pour la région de Grands Lacs.

#### Formation Guinée
Les États membres additionnels de la formation Guinée de la CCP sont le Burkina Faso, le Cap Vert, la Guinée, la Guinée-Bissau, le Luxembourg, le Mali, le Maroc, le Portugal, la République tchèque, le Rwanda, le Sénégal, la Sierra Leone et la Turquie.
En outre, la formation Guinée comprend les organisations suivantes : l’Union africaine, l'Organisation internationale de la francophonie et le coordinateur résident des Nations unies.

#### Formation Guinée-Bissau
Les États membres additionnels de la formation Guinée-Bissau de la CCP sont l'Angola, le Burkina-Faso, le Cap Vert, la Gambie, le Ghana, la Guinée, la Guinée équatoriale, l'Italie, le Luxembourg, le Mexique, le Mozambique, le Niger, le Portugal, Sao Tomé-et-Principe, le Sénégal, et le Timor-Leste.
En outre, la formation comprend les organisations suivantes : la Banque africaine de développement, l’Union africaine, la Communauté des pays de langue portugaise, la Communauté économique des États de l'Afrique de l'Ouest, l'Organisation des Nations unies pour l'alimentation et l'agriculture, l'Organisation internationale de la francophonie et le représentant spécial du Secrétaire général, l'Union économique et monétaire ouest-africaine, le Programme des Nations unies pour le développement et l'Office des Nations unies contre la drogue et le crime.

### Groupe de travail sur les leçons apprises
Ce groupe de travail est présidé par Motohide Yoshikawa.

## Sources

## Compléments